# Pål Golberg
Pål Golberg (* 16. Juli 1990 in Gol) ist ein ehemaliger norwegischer Skilangläufer. Er ist viermaliger Weltmeister und gewann einmal den Distanzweltcup.

## Werdegang
Golberg startete bei den Juniorenweltmeisterschaften 2008 in Val Venosta erstmals bei einer internationalen Meisterschaft. Dort erreichte er das Viertelfinale des Sprintwettbewerbs und belegte den 16. Platz. Ein Jahr später verbesserte er in Le Praz-de-Lys-Sommand mit dem 13. Platz dieses Ergebnis. Bei den Juniorenweltmeisterschaften 2010 in Hinterzarten gewann er hinter seinem Landsmann Tomas Northug die Silbermedaille im Sprintwettbewerb. Über 10 Kilometer klassisch gewann er den Junioren-Weltmeistertitel. Auch mit der norwegischen Mannschaft durfte er sich über die Goldmedaille freuen. Diese Erfolge ermöglichten ihm die ersten Starts im Scandinavian-Cup und im Weltcup-Wettbewerb. Bei seinen ersten Einsätzen im Weltcup in Drammen und Oslo verpasste er jedoch deutlich die Qualifikation für die Finalläufe. Zu Beginn der Saison 2010/11 sicherte sich Golberg als Zwölfter beim Sprint in Düsseldorf seine ersten Weltcuppunkte. An gleicher Stelle überraschte er ein Jahr später mit dem Sieg in der Qualifikation und dem dritten Platz im Finallauf. Auch im Teamsprint konnte er sich mit seinem Partner Ola Vigen Hattestad über seine erste Podiumsplatzierung freuen.
In der Saison 2012/13 konnte Golberg, nach mäßigen Start mit Platzierungen außerhalb der Top Zehn, in Liberec mit dem dritten Platz im Sprint seinen nächsten Podestplatz belegen. Bei den Nordischen Skiweltmeisterschaften 2013 im Val di Fiemme kam er auf den elften Platz im Teamsprint und den fünften Rang im Sprint. Beim Weltcupfinale in Falun erreichte er den zweiten Platz über 3,75 km und schloss das Finale auf den neunten Platz ab. Die Saison beendete er auf den 21. Rang in der Weltcupgesamtwertung. In der Saison 2013/14 holte er Lillehammer über 15 km klassisch seinen ersten Weltcupsieg. Es folgten dritte Plätze mit der Staffel und in Nove Mesto zusammen mit Ola Vigen Hattestad im Teamsprint. Bei den Olympischen Winterspielen 2014 in Sotschi kam er nur beim Rennen über 15 km klassisch zum Einsatz, welches er mit dem 18. Platz beendete. Zum Saisonende konnte er in Lahti im Sprint seinen zweiten Saisonsieg erringen und vier Tage später in Drammen mit dem zweiten Platz im Sprint seinen nächsten Podestplatz belegen. Die Saison beendete er auf den neunten Platz in der Weltcupgesamtwertung und den neunten Rang in der Sprintwertung. Zu Beginn der Saison 2014/15 erreichte er bei der Nordic Opening in Lillehammer den vierten Rang. Dabei gewann er das Sprintrennen. Es folgten weitere Platzierungen in den Punkterängen und erreichte zum Saisonende den 18. Platz im Gesamtweltcup und den zehnten Rang im Sprintweltcup. Nach Platz 42 bei der Nordic Opening in Ruka zu Beginn der Saison 2015/16, kam er im Weltcup dreimal in die Punkteränge. Seine beste Saisonplatzierung im Weltcupeinzel war der neunte Platz im Sprint in Lahti. Im März 2016 gewann er im Scandinavian Cup die Minitour in Otepää und belegte den fünften Rang in der Gesamtwertung des Scandinavian Cups.
Beim ersten Weltcup der Saison 2016/17 in Ruka holte Golberg im Sprint seinen vierten Weltcupsieg. Es folgte der siebte Platz bei der Weltcup Minitour in Lillehammer. Im weiteren Saisonverlauf kam er bei Weltcupsprints zweimal unter die ersten Zehn und belegte beim Weltcup-Finale in Québec den 12. Platz. Die Saison beendete er auf dem 20. Platz im Gesamtweltcup und auf dem sechsten Rang im Sprintweltcup. Im folgenden Jahr wurde er bei den Olympischen Winterspielen in Pyeongchang Vierter im Sprint.
In der Saison 2018/19 erreichte er mit drei Top-Zehn-Platzierungen, darunter Platz drei im Sprint in Otepää und den 30. Platz beim Weltcupfinale in Québec, den 43. Platz im Gesamtweltcup. Zudem errang er in Dresden den zweiten Platz zusammen mit Eirik Brandsdal im Teamsprint. Nach Platz zwei im Sprint beim Ruka Triple, das er auf dem vierten Platz beendete und Rang drei mit der Staffel in Lillehammer, wurde er Sechster bei der Tour de Ski 2019/20. Es folgte Platz zwei im Sprint in Oberstdorf und im Sprint in Falun sein fünfter Weltcupsieg. Im Februar 2020 wurde er norwegischer Meister über 30 km und gewann die Skitour mit einem Sieg im Verfolgungsrennen in Östersund und Rang zwei im Sprint in Trondheim. Zum Saisonende siegte er in Lahti mit der Staffel und belegte abschließend den zehnten Platz im Distanzweltcup und jeweils den dritten Rang im Gesamtweltcup und Sprintweltcup. In der Saison 2020/21 errang er den 23. Platz beim Ruka Triple und kam mit drei dritten Plätzen auf den 19. Platz im Gesamtweltcup und auf den 11. Rang im Distanzweltcup. Zudem siegte er in Lahti mit der Staffel. Beim Saisonhöhepunkt, den Nordischen Skiweltmeisterschaften 2021 in Oberstdorf, wurde er im 50-km-Massenstartrennen und im Sprint jeweils Achter und gewann mit der Staffel die Goldmedaille.
Nach Platz zwei mit der Staffel in Lillehammer zu Beginn der Saison 2021/22, wurde Golberg bei der Tour de Ski 2021/22 mit vier Top-Zehn-Platzierungen, darunter zwei dritte Plätze, Fünfter in der Gesamtwertung und erreichte zum Saisonende den neunten Platz im Gesamtweltcup. Bei den Olympischen Winterspielen 2022 in Peking holte er die Silbermedaille mit der Staffel. Zudem kam er dort auf den 21. Platz im Sprint, auf den 11. Rang über 15 km klassisch und auf den fünften Platz im Skiathlon. In die Saison 2022/23 startete Golberg mit einem dritten und zwei Zweiten Plätzen in Ruka. Anschließend gewann er zwei Distanzrennen, eins in Lillehammer und eins in Beitostølen. Im Rahmen der Tour de Ski, bei der er den 5. Platz erreichte, gelang es ihm zwei Zweite Plätze einzufahren. Anschließend wurde er 3. in Les Rousses und gewann in Toblach. Bei den Nordischen Skiweltmeisterschaften 2023 gewann er Gold mit der Staffel, im Teamsprint und über 50 km klassisch. Dazu gewann er die Silbermedaille im Sprint. Beim letzten Saisonrennen in Lahti wurde er Zweiter. Somit beendete Golberg die Saison auf Platz 2 im Gesamtweltcup und Platz 1 im Distanzweltcup.
In der Saison 2023/24 gewann Golberg drei Teamrennen, zwei Mal als Staffel und ein Mal als Teamsprint. Dazu kamen zwei Siege im Einzel, ein zweiter Platz drei dritte Plätze. Am Ende wurde Golberg 4. im Gesamtweltcup und 3. im Distanzweltcup. In der Saison 2024/25 gewann Golberg den Teamsprint in Davos sowie den 20 km Massenstart in Falun. Dazu wurde er in Les Rousses Zweiter über 10 km Freistil. Die Nordischen Skiweltmeisterschaften 2025 in Trondheim liefen für Golberg enttäuschend. So durfte er nur im 50 km Freistil Massenstart starten, da er als Titelverteidiger ein persönliches Startrecht hatte. Hierbei erreichte Golberg den 27. Platz. Nach 2 Top 10 Plätzen am folgenden Wochenende in Oslo erklärte Golberg, dass er zum Saisonende seine Karriere beenden wolle. Bei seinem letzten Rennen, dem 50 km klassisch Massenstart in Lahti wurde Golberg Neunter.

## Erfolge

### Siege bei Weltcuprennen

#### Weltcupsiege im Einzel
| Nr. | Datum             | Ort           | Disziplin                       |
| --- | ----------------- | ------------- | ------------------------------- |
| 1.  | 7. Dezember 2013  | Lillehammer   | 15 km klassisch Individualstart |
| 2.  | 1. März 2014      | Lahti         | 1,5 km Sprint Freistil          |
| 3.  | 26. November 2016 | Ruka          | 1,4 km Sprint klassisch         |
| 4.  | 8. Februar 2020   | Falun         | 1,4 km Sprint klassisch         |
| 5.  | 23. Februar 2020  | Ski Tour 2020 | Gesamtwertung                   |
| 6.  | 4. Dezember 2022  | Lillehammer   | 20 km klassisch Massenstart     |
| 7.  | 10. Dezember 2022 | Beitostølen   | 10 km klassisch Individualstart |
| 8.  | 4. Februar 2023   | Toblach       | 10 km Freistil Individualstart  |
| 9.  | 2. Dezember 2023  | Gällivare     | 10 km Freistil Individualstart  |
| 10. | 11. Februar 2024  | Canmore       | 20 km klassisch Massenstart     |
| 11. | 16. Februar 2025  | Falun         | 20 km Freistil Massenstart      |

#### Etappensiege bei Weltcuprennen
| Nr. | Datum            | Ort         | Disziplin                    | Rennen              |
| --- | ---------------- | ----------- | ---------------------------- | ------------------- |
| 1.  | 5. Dezember 2014 | Lillehammer | 1,5 km Sprint Freistil       | Nordic Opening 2014 |
| 2.  | 16. Februar 2020 | Östersund   | 15 km klassisch Verfolgung 1 | Ski Tour 2020       |

#### Weltcupsiege im Team
| Nr. | Datum             | Ort       | Disziplin                         |
| --- | ----------------- | --------- | --------------------------------- |
| 1.  | 1. März 2020      | Lahti     | 4 × 7,5 km Staffel 2              |
| 2.  | 24. Januar 2021   | Lahti     | 4 × 7,5 km Staffel 3              |
| 3.  | 3. Dezember 2023  | Gällivare | 4 × 7,5 km Staffel 4              |
| 4.  | 21. Januar 2024   | Oberhof   | 4 × 7,5 km Staffel 5              |
| 5.  | 1. März 2024      | Lahti     | 6 × 1,3 km Teamsprint klassisch 6 |
| 6.  | 13. Dezember 2024 | Davos     | 6 × 1,2 km Teamsprint Freistil 6  |

### Siege bei Continental-Cup-Rennen
| Nr. | Datum            | Ort       | Disziplin                       | Serie            |
| --- | ---------------- | --------- | ------------------------------- | ---------------- |
| 1.  | 12. März 2016    | Otepää    | 10 km klassisch Individualstart | Scandinavian Cup |
| 2.  | 13. März 2016    | Otepää    | Gesamtwertung Etappenrennen     | Scandinavian Cup |
| 3.  | 24. Februar 2018 | Trondheim | 10 km klassisch Individualstart | Scandinavian Cup |

### Medaillen bei nationalen Meisterschaften
- 2013: Gold im Sprint
- 2018: Silber über 10 km
- 2020: Gold über 30 km
- 2021: Silber im Skiathlon
- 2023: Bronze im Sprint

## Teilnahmen an Weltmeisterschaften und Olympischen Winterspielen

### Olympische Spiele
- 2014 Sotschi: 18. Platz 15 km klassisch
- 2018 Pyeongchang: 4. Platz Sprint klassisch
- 2022 Peking: 2. Platz Staffel, 5. Platz 30 km Skiathlon, 11. Platz 15 km klassisch, 21. Platz Sprint Freistil

### Nordische Skiweltmeisterschaften
- 2013 Val di Fiemme: 5. Platz Sprint klassisch, 11. Platz Teamsprint Freistil
- 2021 Oberstdorf: 1. Platz Staffel, 8. Platz Sprint klassisch, 8. Platz 50 km klassisch Massenstart
- 2023 Planica: 1. Platz Teamsprint Freistil, 1. Platz Staffel, 1. Platz 50 km klassisch Massenstart, 2. Platz Sprint klassisch, 4. Platz 30 km Skiathlon
- 2025 Trondheim: 27. Platz 50 km Freistil Massenstart

## Statistik

### Weltcup-Platzierungen
Die Tabelle zeigt die erreichten Platzierungen im Einzelnen.
- 1.–3. Platz: Anzahl der Podiumsplatzierungen
- Top 10: Anzahl der Platzierungen unter den ersten zehn
- Punkteränge: Anzahl der Platzierungen innerhalb der Punkteränge
- Starts: Anzahl gelaufener Rennen in der jeweiligen Disziplin
- Hinweis: Bei den Distanzrennen erfolgt die Einordnung gemäß FIS.

| Platzierung               | Distanzrennen a | Distanzrennen a | Distanzrennen a | Distanzrennen a | Distanzrennen a | Skiathlon Verfolgung | Sprint | Etappen- rennen b | Gesamt | Team   | Team    |
| Platzierung               | ≤ 5 km          | ≤ 10 km         | ≤ 15 km         | ≤ 30 km         | > 30 km         | Skiathlon Verfolgung | Sprint | Etappen- rennen b | Gesamt | Sprint | Staffel |
| ------------------------- | --------------- | --------------- | --------------- | --------------- | --------------- | -------------------- | ------ | ----------------- | ------ | ------ | ------- |
| 1. Platz                  |                 | 3               | 1               | 3               |                 | 1                    | 4      | 1                 | 13     | 2      | 4       |
| 2. Platz                  | 1               | 3               | 1               | 1               |                 | 2                    | 5      |                   | 13     | 2      | 1       |
| 3. Platz                  |                 | 1               | 3               | 1               | 1               | 2                    | 8      |                   | 16     | 2      | 3       |
| Top 10                    | 1               | 17              | 13              | 11              | 3               | 13                   | 42     | 8                 | 108    | 11     | 8       |
| Punkteränge               | 2               | 27              | 29              | 15              | 7               | 19                   | 85     | 17                | 201    | 11     | 9       |
| Starts                    | 2               | 28              | 35              | 16              | 7               | 26                   | 94     | 19                | 227    | 11     | 9       |
| Stand: Saisonende 2024/25 |                 |                 |                 |                 |                 |                      |        |                   |        |        |         |

### Weltcup-Wertungen
| Saison  | Gesamt | Gesamt | Distanz | Distanz | Sprint | Sprint |
| Saison  | Punkte | Platz  | Punkte  | Platz   | Punkte | Platz  |
| ------- | ------ | ------ | ------- | ------- | ------ | ------ |
| 2010/11 | 96     | 63.    | –       | –       | 96     | 24.    |
| 2011/12 | 270    | 37.    | 10      | 88.     | 258    | 9.     |
| 2012/13 | 346    | 21.    | 101     | 39.     | 139    | 15.    |
| 2013/14 | 512    | 9.     | 199     | 11.     | 263    | 9.     |
| 2014/15 | 363    | 18.    | 76      | 45.     | 187    | 10.    |
| 2015/16 | 59     | 75.    | –       | –       | 59     | 36.    |
| 2016/17 | 449    | 20.    | 95      | 35.     | 238    | 6.     |
| 2017/18 | 202    | 34.    | 24      | 72.     | 152    | 13.    |
| 2018/19 | 155    | 43.    | 24      | 66.     | 129    | 21.    |
| 2019/20 | 1311   | 3.     | 365     | 10.     | 386    | 3.     |
| 2020/21 | 338    | 19.    | 291     | 11.     | 31     | 42.    |
| 2021/22 | 489    | 9.     | 163     | 18.     | 146    | 13.    |
| 2022/23 | 2243   | 2.     | 1258    | 1.      | 745    | 7.     |
| 2023/24 | 1869   | 4.     | 1334    | 3.      | 355    | 22.    |
| 2024/25 | 870    | 17.    | 870     | 8.      | –      | –      |